# Люцинский могильник
Люцинский могильник — археологический памятник около города Лудза (ранее Люцин), Латвия, представляющий собой древнее кладбище латгалов и ливов, богатый на останки языческой эпохи.
Первые крупные раскопки были проведены Е. Р. Романовым и В. И. Сизовым в 1890-1891 годах, когда было вскрыто 338 могил. Множество добытых здесь вещей хранятся в Эрмитаже (в Санкт-Петербурге), и богатства могильника ещё не исчерпаны. В нём был найден, среди прочего, ящик, выложенный внутри берестой и материей в роде сукна, с целым рядом металлических предметов (кольчуг, шейных обручей, колец и тому подобного). В могильнике присутствуют как женские (с множеством бронзовых украшений — трапециевидные подвески, браслеты со змеиными головками на концах, пластинчатые и витые гривны, нагрудные цепи, перстни), так и мужские (наконечники копий, мощные браслеты-кастеты, топоры) погребения.
В некоторых могилах были найдены только вещи, без костей, что указывает, вероятно, на существование случаев, когда труп сжигался, а вещи и пепел погребались. Богатых могил на кладбище значительно меньше, чем обычных, что дало учёным возможность предположить наличие существенного социального расслоения у народов этого региона того времени. По обилию черепов, ближе подходящих к черепам эстов и ливов, учёные предполагают, что Люцинский могильник относится к давнему прошлому (около X века) ливов.